# Beautiful World (Album)
Beautiful World ist das vierte Studioalbum der britischen Band Take That, das im November 2006 erschien. Es ist das erste Album der Band, bei dem jedes Mitglied in mindestens einem Titel als Leadsänger auftritt.

## Entstehung und Veröffentlichung
Die Erstveröffentlichung von Beautiful World erfolgte am 24. November 2006 bei Polydor. Das Album erschien in seiner Originalausführung als CD und Download mit elf Titeln (Katalognummer: 171 605-7). Am 9. November 2007 erschien eine sogenannte „Tour Edition“ mit vier Bonustiteln und einer Bonus-DVD mit Musikvideos und der Dokumentation: Beautiful World – The Interview (Katalognummer: 174 713-3).
Geschrieben wurden die Lieder alle gemeinsam von den Take-That-Mitgliedern Gary Barlow, Howard Donald, Jason Orange und Mark Owen. Mit Ausnahme von I’d Wait for Life und Rule the World bekam die Band bei jedem Titel Unterstützung von Koautoren, darunter John Shanks (6 Titel), Steve Robson (3 Titel), Billy Mann (2 Titel), Anders Bagge, Henrik Jansson und Eg White (je 1 Titel). Shanks zeichnete zudem alleine für die Produktion aller Lieder verantwortlich.

## Titelliste
1. Reach Out (4:15)
2. Patience (3:22)
3. Beautiful World (4:25)
4. Hold On (3:56)
5. Like I Never Loved You at All (3:45)
6. Shine (3:31)
7. I’d Wait for Life (4:33)
8. Ain’t No Sense in Love (3:51)
9. What You Believe In (4:32)
10. Mancunian Way (3:48)
11. Wooden Boat (3:06)

Tournee-Version
1. Butterfly (3:42) (bei der Standardversion als Hidden Track nach Wooden Boat)
2. Beautiful Morning (3:37)
3. We All Fall Down (3:47)
4. Rule the World (4:59)

## Rezeption
Die Bewertungen fielen zumeist positiv aus. Es wurde von „Pop-Songs mit Qualität“ gesprochen, dem Album „schöne Balladen mit viel Orchester- und Streicher-Emotionalität“ attestiert und einzelne Songs aufgrund unerwarteter Wendungen als „effektiv“ beschrieben. Auch wurde Take That ein „souveräner Vortrag netter Popliedchen“ bescheinigt.

## Kommerzieller Erfolg

### Chartplatzierungen
Beautiful World avancierte am 3. Dezember 2006 zum Nummer-eins-Album in den britischen Albumcharts. Es verweilte 79 Wochen in den Top 100, acht Wochen davon auf Platz eins. Darüber hinaus erreichte es Top-10-Platzierungen in Dänemark und Deutschland (Rang 2), der Schweiz (Rang 6) und Österreich (Rang 8).
| ChartsChartplatzierungen     | Höchstplatzierung | Wochen |
| ---------------------------- | ----------------- | ------ |
| Deutschland (GfK)            | 2 (35 Wo.)        | 35     |
| Österreich (Ö3)              | 8 (10 Wo.)        | 10     |
| Schweiz (IFPI)               | 6 (23 Wo.)        | 23     |
| Vereinigtes Königreich (OCC) | 1 (132 Wo.)       | 132    |

| ChartsJahrescharts (2006)    | Platzierung |
| ---------------------------- | ----------- |
| Schweiz (IFPI)               | 94          |
| Vereinigtes Königreich (OCC) | 2           |

| ChartsJahrescharts (2007)    | Platzierung |
| ---------------------------- | ----------- |
| Deutschland (GfK)            | 54          |
| Schweiz (IFPI)               | 88          |
| Vereinigtes Königreich (OCC) | 4           |

| ChartsJahrescharts (2008)    | Platzierung |
| ---------------------------- | ----------- |
| Vereinigtes Königreich (OCC) | 33          |

| ChartsJahrescharts (2009)    | Platzierung |
| ---------------------------- | ----------- |
| Vereinigtes Königreich (OCC) | 93          |

### Auszeichnungen für Musikverkäufe
Das Album verkaufte sich laut Schallplattenauszeichnungen über drei Millionen Mal, davon über 2,7 Millionen Mal im Vereinigten Königreich, womit es zu den 30 erfolgreichsten Alben der britischen Musikgeschichte zählt.
| Land/Region                  | Auszeichnungen für Musikverkäufe (Land/Region, Auszeichnung, Verkäufe) | Verkäufe    |
| ---------------------------- | ---------------------------------------------------------------------- | ----------- |
| Deutschland (BVMI)           | Platin                                                                 | (200.000)   |
| Europa (IFPI)                | 3× Platin                                                              | 3.000.000   |
| Irland (IRMA)                | 2× Platin                                                              | (30.000)    |
| Schweiz (IFPI)               | Gold                                                                   | (15.000)    |
| Vereinigtes Königreich (BPI) | 9× Platin                                                              | (2.700.000) |
| Insgesamt                    | 1× Gold · 15× Platin ·                                                 | 3.000.000   |